# Valras-Plage
Valras-Plage è un comune francese di 4 711 abitanti situato nel dipartimento dell'Hérault nella regione dell'Occitania. Nel territorio comunale il fiume Orb sfocia nel Mar Mediterraneo.

## Società

### Evoluzione demografica
Abitanti censiti